# مارشال هال
مارشال هال (انگلیسی: Marshall Hall؛ ۱۷ سپتامبر ۱۹۱۰ – ۴ ژوئیهٔ ۱۹۹۰) یک دانشمند در زمینه جبر اهل ایالات متحده آمریکا بود.
وی همچنین برنده جوایزی همچون کمک هزینه گوگنهایم شده است.